# Seicheprey
Seicheprey é uma comuna francesa na região administrativa de Grande Leste, no departamento de Meurthe-et-Moselle. Estende-se por uma área de 8,35 km². Em 2010 a comuna tinha 116 habitantes (densidade: 13,9 hab./km²).